# Парламентські вибори в Естонії 2015
Парламентські вибори в Естонії пройшли 1 березня 2015 року. Перемогу здобула правляча Партія реформ.

## Процедура голосування
Вибори проходили за пропорційною системою з виборчим бар'єром в 5%. В результаті голосування було обрано 101 депутата. На виборах громадяни Естонії могли голосувати по Інтернету. Для отримання більшості в парламенті необхідно було отримати 51 місце.

## Екзит-поли
Опитування, проведені в січні 2015 року, показали, що 25% виборців готові проголосувати за Партію реформ, 22% готові віддати свій голос Центристській партії, а 18% — соціал-демократам

## Результати
| Партія                                                     | Голосів | %    | Місць | +/-  |
| ---------------------------------------------------------- | ------- | ---- | ----- | ---- |
| Партія реформ Естонії                                      | 158,897 | 27.7 | 30    | -3   |
| Центристська партія                                        | 142,457 | 24.8 | 27    | +1   |
| Соціал-демократична партія Естонії                         | 87,168  | 15.2 | 15    | -4   |
| Союз Вітчизни і Res Publica                                | 78,679  | 13.7 | 14    | -9   |
| Вільна демократична партія                                 | 49,882  | 8.7  | 8     | Нова |
| Консервативна народна партія Естонії                       | 46,763  | 8.1  | 7     | +7   |
| Партія зелених                                             | 5,191   | 0.9  | 0     | 0    |
| Партія народної єдності                                    | 2,290   | 0.4  | 0     | Нова |
| Партія незалежності                                        | 1,045   | 0.2  | 0     | 0    |
| Об'єднана ліва партія Естонії                              | 763     | 0.1  | 0     | Нова |
| Незалежні                                                  | 886     | 0.2  | 0     | 0    |
| Недійсні голоси                                            | 3,755   | -    | -     | -    |
| Всього                                                     | 577,914 | 100  | 101   | 0    |
| Зареєстровані виборці / явка                               | 899,793 | 64.2 | -     | -    |
| Джерело: VVK [Архівовано 3 жовтня 2015 у Wayback Machine.] |         |      |       |      |